# Tekong
A Tekong (Tekong-sziget; maláj nyelven: Pulau Tekong, kínaiul: 德光島 (Tökuang tao), tamilul: தெக்கோங் தீவு (Tekkón tívu)) Szingapúr legnagyobb szigete a fő sziget után. Ma lakossága nincs, kizárólag a szingapúri hadsereg használatában áll.

## Története
A Tekong sziget először 1828-ban jelent meg egy Franklin és Jackson nevű emberek által készített térképen, igaz, ekkor még Po. Tukang néven tüntették fel. A tukang szó jelentése „kereskedő”, és mint szigetnév, arra utal, hogy ezt a szigetet közbülső állomásként használták az Ubin és Johor állam közötti kereskedelemben. A mai név, a Tekong azonban, bár hasonló a tukanghoz, a maláj nyelvben mást: „akadályt” jelent, és elképzelhető, hogy arra utal, hogy a sziget mintegy eltorlaszolja a Johor folyó torkolatát. De ugyancsak tekongnak nevezik a nagy sziklákban levő mély hasadékokat, amelyben az esővíz vagy a harmat összegyűlik. Az indonéz nyelvben a tekong jelentése „nem egyenes, hullámos dolog”, illetve minangkabau nyelvjárásban valamilyen nehéz dolgot jelent, illetve van olyan kínai nyelvjárás is, amelyben a tajkung jelentése „hajóskapitány”.
Vannak olyan néveredetmagyarázatok is, amelyek inkább meséken, legendákon alapulnak. Az egyik szerint régen a tengerjárók mindig egy bizonyos csillagot követve tudtak tájékozódni: ez a csillag volt a Tekong, és innen ered a sziget neve. Mások azt mondják, egyszer egy kínai kereskedőhajó elfogott egy kalózt, akit a partra vittek és levágták a haját. Ezt az eljárást a malájok ditokong névvel illették, és ennek a szónak a végéből eredhet a Tokong, Tekong név. Vannak, akik úgy tudják, a sziget első lakói thaiföldi malájok voltak, akik 1857-ben, egy hamarosan kitörő polgárháború elől menekültek ide egy Teluk Tekong nevű területről, és miután itt letelepedtek, új hazájukat a régi után nevezték el.
A néveredettel foglalkozó legendától függetlenül tudni lehet, hogy Tekong őslakói többnyire valóban malájok voltak, de kisebb számban éltek itt csaocsouk és hakkák is. 1957-ben 4169 lakója volt, többségében kínaiak. A népesség az 1980-as években tetőzött, amikor megközelítette a 8000 főt. Többségük földműves, halász és bolttulajdonos volt. Fő terményeik a kókuszdió, a kaucsuk, valamint a különböző zöldségek és trópusi gyümölcsök (durián, mangosztán, rambután) voltak. Később a lakosságot áttelepítették a fő szigetre, és Tekongot a hadsereg birtokába adták. Az egykori falvak között volt olyan, amelynek nevét (például Permatang, Selabin és Sanyongkong vagy Senyungkong) megőrizte egy-egy katonai gyakorlóterület elnevezése. Az előbb említetteken kívül még a szigeten volt található Pahang, Seminal, Batu Koyok, Pasir, Sungei Belang, Onom, és Pasir Merah is.
Az 1940-es években az indiai hadsereg Dogra nevű ezrede és a Szfinx nevű üteg a Tekongon állomásozott, egy esetleges keleti irányból érkező japán támadás kivédésének céljából. Az 1990-es évek közepén a Tekong-szigetet összekapcsolták egy hozzá közel fekvő, de addig különálló kis szigettel. A két önálló szigetet addig Tekong Besarnak („Nagy-Tekong”) és Tekong Kechilnek („Kis-Tekong”) nevezték.
1987-ben a Johor folyó torkolatával szemben, Permatangban ősi agyagedény-darabokra bukkantak a régészek. A leletek között újkőkorszakiak, valamint 15. és 16. századi eredetű tárgyak is voltak. Ezek mellett még kínai kőedényeket, valamint egy szukhothai tálból származó nagy töredéket is találtak.
1990. május 29-én három ázsiai elefántot észleltek a szigeten: ezek a példányok a másfél kilométer széles Johori-szorost átúszva kerülhettek ide. A szingapúri állatkert munkatársai és malajziai szakemberek közös erővel elfogták őket, és június 10-én visszavitték őket a johori erdőkbe.
2004. március 18-án három fegyveres rabló (egy maláj és két indonéziai) motorcsónakkal a Tekongra menekült, de a szingapúri katonák és rendőri erők három nap után elfogták őket. Tiltott határátlépés és illegális lőfegyverbirtoklás miatt vádat emeltek ellenük.

## Leírás
A mintegy 25 km²-es sziget Szingapúr legkeletebbi részén található, légvonalban közelebb van Malajziához, mint Szingapúr fő szigetéhez. Két, egykor különálló részből egyesítették: a nagyobbik rész 24,426, az északnyugati részen elhelyezkedő kisebbik 0,89 négyzetkilométeres.
Ezen a szigeten található Szingapúr két hőforrásának egyike, méghozzá az Unum nevű, északi részen.